# John Petherick

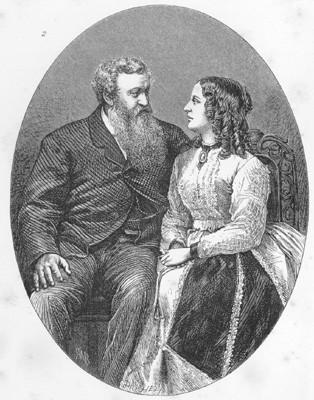
John und Katherine Petherick

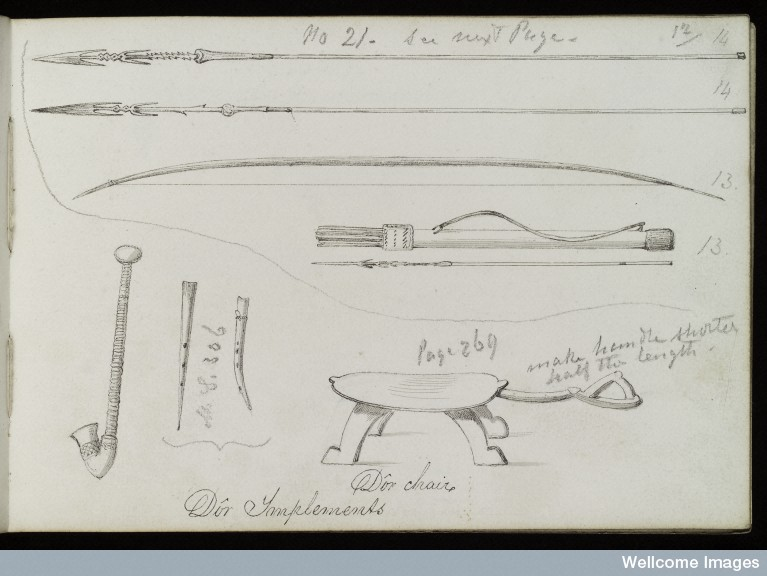
Pethericks Aufzeichnung zentralafrikanischer Objekte

John Petherick (* 1813 in Glamorganshire; † 15. Juli 1882 in London) war ein walisischer Afrikareisender und Bergingenieur. Er war der erste Brite, der langjährig (15 Jahre, mit Unterbrechung) im Sudan lebte.

## Leben
Im Jahre 1845 trat Petherick in die Dienste von Muhammad Ali Pascha und war an einer erfolglosen Suche nach Kohle in Oberägypten, Nubien, Kordofan und an der Küste des roten Meeres beteiligt.
Im Jahre 1848 verließ er den ägyptischen Dienst und wurde Händler in al-Ubayyid, wo er hauptsächlich mit Gummi arabicum Geschäfte machte. Zur gleichen Zeit wurde er Vertreter des britischen Konsuls im Sudan. Im Jahre 1853 zog er um nach Khartum und handelte dort mit Elfenbein. Er unternahm ausgedehnte Reisen in der Bahr al-Ghazal-Region, wo er die Nebenflüsse Sue-Jur, Yalo und weitere des Bahr al-Ghazal erkundete.
Im Jahre 1858 stieß er bis zu den Azande vor. Sein Beitrag zur Naturgeschichte ist beachtlich; Weißnacken-Moorantilope und Schuhschnabel waren seine Entdeckungen. 1859 kehrte Petherick nach England zurück, wo er Bekanntschaft mit dem Afrikaforscher John Hanning Speke machte, der sich auf eine Expedition zu den Quellen des Nils vorbereitete. Augustus Pitt Rivers erwarb über das Royal United Services Institute einen Großteil der von Petherick mitgebrachten afrikanischen Objekte.
Während seines Aufenthalts in England heiratete er Katherine Edelman und publizierte über seine Reisen.
1861 kehrte Petherick im Rang eines Konsuls in den Sudan zurück; seine Frau begleitete ihn. Im Auftrag der Royal Geographical Society sollte er Vorräte für John Hanning Speke und James Augustus Grant nach Gondokoro schaffen. Im Jahre 1862 schickte Petherick Boote nach Gondokoro, aber Speke und Grant tauchten nicht auf. Petherick stellte eine Truppe Einheimischer auf, die nach Süden geschickt wurde, um auf die Vermissten zu treffen. Währenddessen unternahm Petherick mit seiner Frau eine weitere Reise ins Bahr al-Ghazal, wo sie eine bedeutende Sammlung von Pflanzen und Fischen anlegten. Sie kehrten im Februar 1863 nach Gondokoro zurück, wo sich bereits eins ihrer Boote mit Vorräten befand. Vier Tage zuvor waren Speke und Grant angekommen und bereits von dem Afrikaforscher Samuel Baker empfangen worden. Speke warf Petherick vor, seine Verpflichtungen gegenüber ihm und Grant nicht erfüllt zu haben. Dies ist unbegründet. Ein weiterer Vorwurf, dass Petherick den Sklavenhandel tolerierte und sogar daran teilnahm, entbehrt jeder Grundlage. Tatsächlich bemühte sich Petherick in seiner Rolle als britischer Konsul, den Sklavenhandel zu stoppen, jedoch wurde den Vorwürfen seiner Gegner zunächst Glauben geschenkt. Die Vorwürfe führten dazu, dass der britische Außenminister John Russell das britische Konsulat in Khartum 1864 auflöste.
Pethericks Reputation war beschädigt: Er musste hohe finanzielle Ausgaben für die Unterstützung von Speke schultern, zudem waren die Pethericks gesundheitlich angeschlagen. Anordnungen des sudanesischen Gouverneurs Musa Pasha Hamdi setzten Pethericks Handelsaktivitäten ein Ende. Den Pethericks blieb nichts anderes übrig, als 1865 nach England zurückzukehren.
Zurück in England führte Petherick einen erfolgreichen Kampf um seine Reputation. Gegen Speke konnte Petherick allerdings nicht mehr vorgehen, da dieser bereits 1864 unter ungeklärten Umständen gestorben war (Unfall oder Selbstmord). Nach langwierigen Bemühungen konnte Petherick, mit Unterstützung des neuen britischen Außenministers Edward Henry Stanley, von der ägyptischen Regierung eine Entschädigung für Aktionen des Gouverneurs Musa Pasha Hamdi erhalten. 1869 publizierten die Pethericks ihr Buch Travels in central Africa, and explorations of the western Nile tributaries, welches auch auf die Vorwürfe von Speke eingeht.

## Werke
- Travels in central Africa, and explorations of the western Nile tributaries, London, 1869 (Online)